# Apamea pentheri
Apamea pentheri är en fjärilsart som beskrevs av Hans Rebel 1906. Apamea pentheri ingår i släktet Apamea och familjen nattflyn. Inga underarter finns listade i Catalogue of Life.